# Nyersvasgyártás

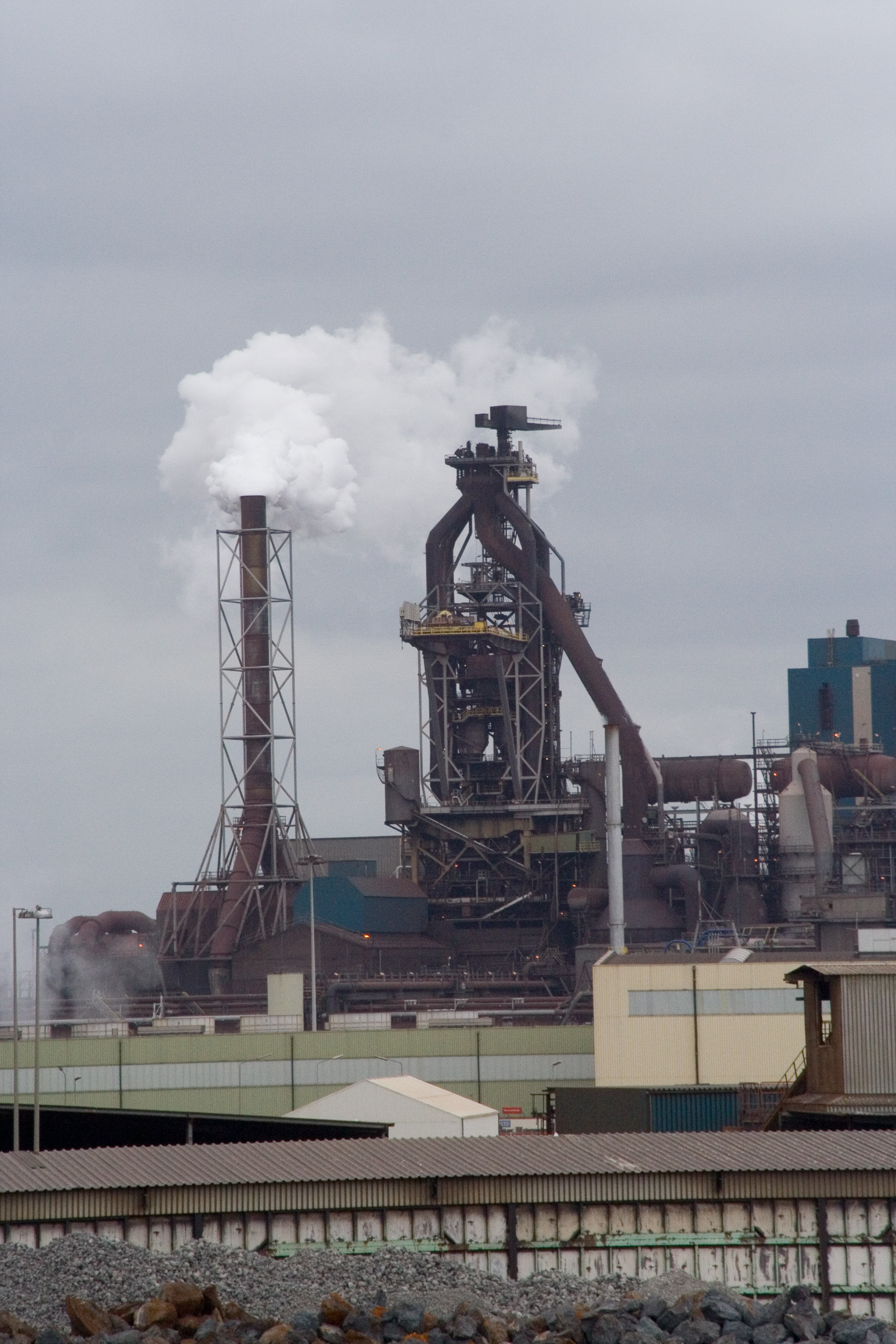
Nagyolvasztó

A nyersvasgyártás a vas- és acélkohászat technológiai folyamatának első alapvető fázisa. A vas a természetben nem fordul elő színfém formájában (legfeljebb a meteoritvas ilyen), ezért azt érceiből, tűzi kohászati eljárással kell előállítani. A tűzi kohászat során a vasércből – ami főleg vasoxidok elegye – az oxigént redukálással távolítják el. A redukáló anyag szén (koksz, a kohászok szóhasználatában „karbon”). A koksz nemcsak redukálja a vasérceket, de megfelelő hőmérsékletet is ennek égése biztosítja. A nyersvasat többnyire nagyolvasztóban, speciális aknás kemencében állítják elő. Vannak más eljárások is, de a nagyolvasztó a nyersvasgyártás legtipikusabb kemencetípusa: olyan, aknás kemence, amelynek működtetéséhez kisegítő egységekre (léghevítőkre, fúvógépházra, torokgáztisztítóra stb.) is szükség van. A nagyolvasztót és a kisegítő egységeket együtt nagyolvasztóműnek nevezik.
A nyersvasgyártás történetét az 1300-as évektől követhetjük: a levegőfúvatás fejlesztésével ekkor sikerült a bucakemencékben elég magas hőmérsékletet elérni. Az így előállított vas ugyan nagy széntartalma miatt eleinte használhatatlan (pig iron, csugunnaja szvinka, azaz disznó vas) volt, mégis ez a nyersvas vált az ipari méretű, kétlépcsős acélgyártás első fázisává.

## A nyersvasgyártás története

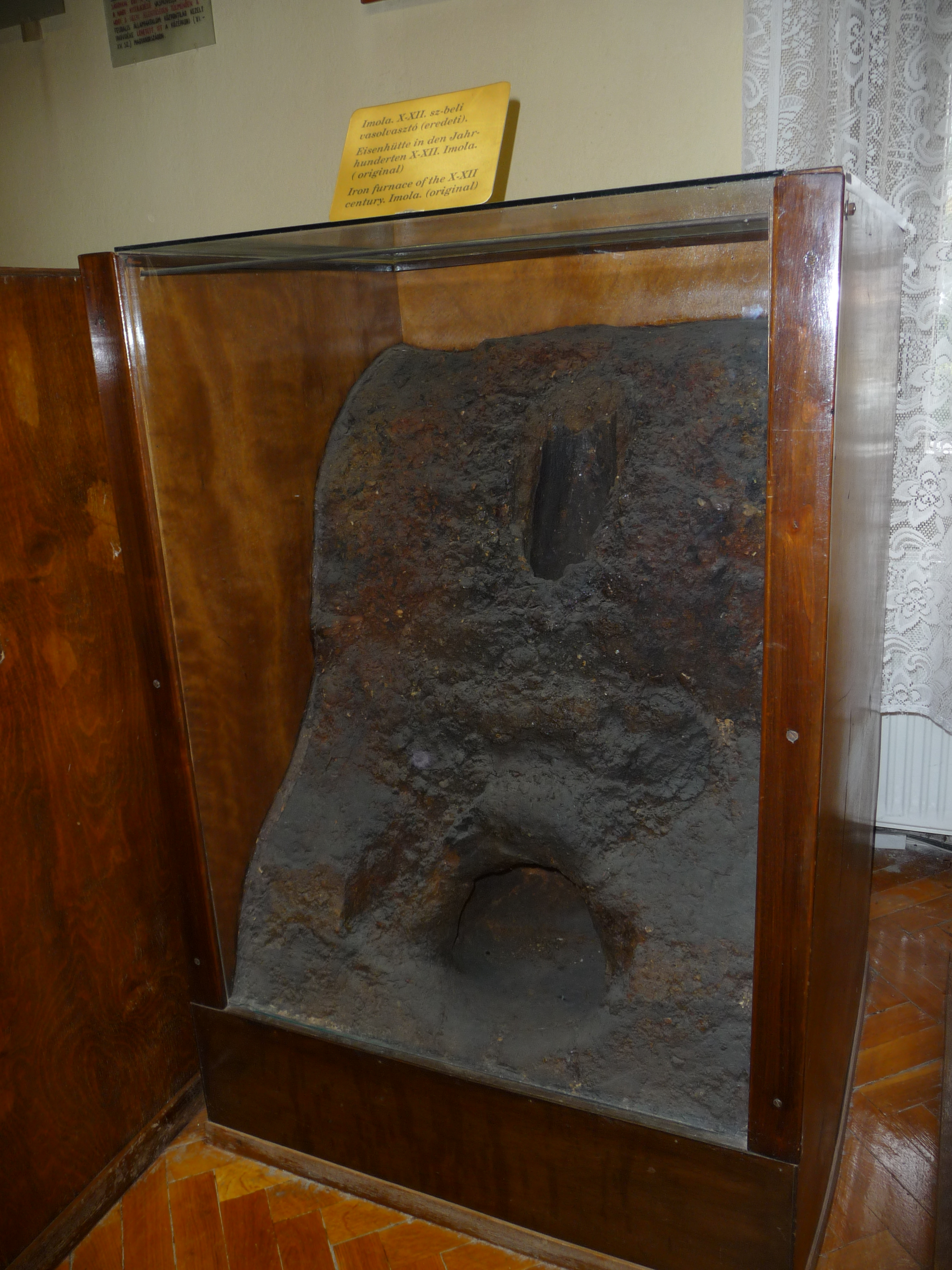
Az Imolán feltárt kemence a Kohászati Múzeumban

Nem tudjuk pontosan, hogy miként és hol nyerték ki először vasércből a vasat, de az tény, hogy a régészek Egyiptomban, el-Girzában, az i. e. 3500-tól i. e. 3200-ig terjedő időszakból származó meteoritvas anyagú gyöngyöket, a Kheopsz-piramisnál pedig vasszerszámokat találtak. Mivel a vas idővel elrozsdásodik, a maradványok elvesznek számunkra, így a vasgyártás több mint 6000 éves múltja csak feltételezés.
Az első kohók voltaképpen olyan, kis gödrök voltak, amiket széljárta helyeken kapartak ki. Ezekben a vasércet faszénen izzították. A szén redukálta a vasoxidokat, azaz eltávolította az oxigént a vasércből. A gödrök egyre nagyobbak lettek, és falukat előbb-utóbb agyaggal tapasztották ki. Európában ez a fajta „közvetlen acélgyártás” az i. e. 7. században, a hallstatti kultúrával terjedt el – ekkor a vasat és a bronzot még együtt használták. Kontinensünkön a vasszerszámok az i. e. 5. században, a La Tène kultúrával szorították ki végleg a bronz eszközöket.
A kohókat domboldalakba építették, így egyszerűbb volt őket kezelni, és a természetes huzatot is jobban hasznosították. A dombról – felülről – könnyen  „etethették” a kemencét, a lejtő felől – alulról – pedig egyszerűbben szíthatták a tüzet. A termék alig olvadt meg, a viszonylag kis hőmérséklet miatt a vas alig ötvöződött a szénnel, ezért az ércből acélszerű – igaz, salakkal szennyezett – terméket kaptak. A salakot kovácsolással távolították el, így tették az anyagot felhasználhatóvá. A legrégibb ilyen kemencét az egykori római Noricum tartományban tárták fel a mai Ausztriában. A fejlődés eredményeként a kemencék tovább nőttek, és már a levegő befúvásáról is gondoskodtak. Ezeket a bucakemencéket évszázadokon át használták. A honfoglaló magyarok telephelyein sok ilyen kemencét tártak fel – sőt, minden nagyobb uradalomnak saját kohóüzeme volt. Magyarország területén kétféle típusú, a 10–12. századból származó kemencét tártak fel: az egyik főleg kelet-magyarországi (Imola, Trizs), a borsodi érclelőhelyek környékén gyakori kemence (imolai típus), amelyet egy műhelygödör oldalába mélyítettek és elölről fújtattak, a másik, főleg nyugat-magyarországi (Kőszegfalva, Vasvár), szintén műhelygödörbe telepített, de onnan kissé előreálló típus. Ez utóbbi oldalról is fújtatható. Az érclelőhely (ebben a korban alapvetően a gyepvasérceket dolgozták fel) és gazdag erdőség közelében épített üzemek olcsón állították elő a vasat, így eladásra, sőt exportra is termeltek. Királyaink is tudták, milyen fontos a vaskohászat, ezért a fejlett vaskultúrájú országokból hoztak be kohászokat.

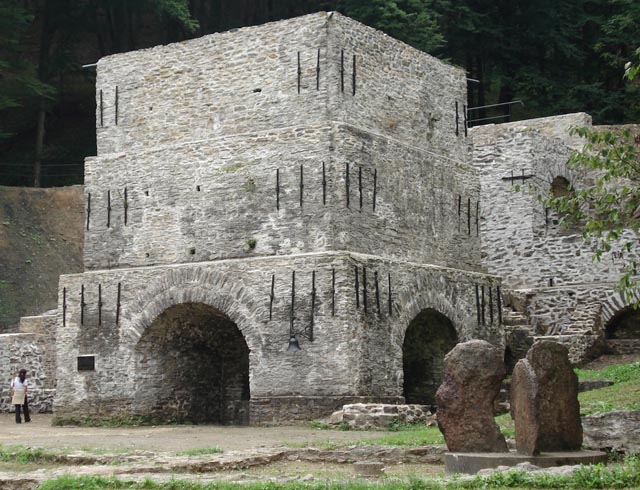
Az újmassai őskohó

Amikor a kézi erővel hajtott bőrtömlős fújtatókat vízi erővel hajtottakkal váltották fel, nagyobb hőmérsékletet értek el (hazánkban ez a megoldás 1320 körül kezdett elterjedni). Az így hevített nyersvas megolvadt, és ezért több szenet (karbont) vett fel. Miután megszilárdult, ez a termék rideg, törékeny, kovácsolhatatlan volt, és nem tudták a korábbi módon felhasználni. Először rossznak, „selejtnek” tartották, innen ered a nyersvas angol neve: pig iron, orosz neve: csugunnaja szvinka, mindkettő magyar megfelelője: disznó vas – viszont felfedezték az öntöttvasat. A kohászok egy idő múlva persze megtanulták, hogyan állíthatnak elő ebből az „elrontott” vasból kiváló acélt.
A bucakemencéket a 18. századig használták. Egyes vidékeken, például Stájerországban akkorára nőttek, hogy kőből rakott aknájuk volt, aminek magassága elérhette a 8 métert. Ezeket egyes szerzők gomolyakemencéknek nevezik, és a nagyolvasztó felé vezető út önálló állomásának tekintik.
A hazai vasipar fejlődésében fontos állomás volt az 1700-as évek eleje, amikor a Rákóczi-szabadságharc fegyverigénye szükségessé tette a vasgyártás bővítését: elsősorban a Felvidéken és Erdélyben építettek új kohókat és hámorokat (kovácsüzemeket). Ekkor már ismerték a frisstűzi acélgyártást, és a vasüzemek némelyikét ilyennel is kiegészítették. Ez az a korszak, amitől a hazai iparosodás beindulását számítjuk. A Selmecbányán 1735-ben alapított Bányatisztképző Iskola, később Bányászati és Erdészeti Főiskola sorra bocsátotta ki a képzett bányász-kohász szakembereket, akik komoly szerepet játszottak a kohászat fejlesztésében.
Az első nagyolvasztókat a 18. század húszas éveiben építették; 1800-ban Magyarországon mintegy harminc nagyolvasztó működött. Az ipari forradalom növekvő vasigényének kielégítésére kőből építettek magas aknájú kohókat. Ilyen Magyarország legjelentősebb ipari műemléke, a Lillafüred mellett álló újmassai őskohó. Ezt Fazola Frigyes építette 1810-ben, és 1866-ig működött. Ennek a kohónak az elődjét Fazola Henrik létesítette 1770-ben Ómassán, de ez nem maradt fenn.
A faszenet lassan felváltotta a kőszén, majd a koksz, a befújt levegőt melegíteni kezdték a kohó hőjével, és a 19. századra nagyjából kialakult a mai értelemben vett nagyolvasztó. A hazai iparfejlesztés nagyja ekkor Széchenyi István volt, aki a Lánchíd felépítésével, a hajógyártás és a gőzhajózás beindításával a kohászati fejlesztéseknek újabb lökést adott. Sorra jöttek létre a kisebb-nagyobb kohászati gyárak (Resica, Ózd, Diósgyőr stb.), Magyarország vaskohászata rövid időn belül a leggyorsabban fejlődők közé került. Az első világháború után – a trianoni döntés eredményeként – a termelés a felére esett vissza, a hazai vaskohászat elvesztette nyersanyagforrásai és üzemei javát. A két világháború között újabb gyors fejlődés bontakozott ki, de a második világháború után a termelés csak 1948-ban érte el az 1938. évi szintet. 1950-ben új kohászati komplexum építése kezdődött el Dunapentelén, ez lett a Dunai Vasmű. A nyersvasgyártás jelentősége az évtizedek során folyamatosan csökkent azzal, hogy az acélgyártás egyre inkább áttért a hulladék bázisú technológiára. A hajdani négy nyersvasgyártó üzemből (Csepel, Ózd, Diósgyőr, Dunaújváros) mára csupán Dunaújvárosban gyártanak nyersvasat.

## A nyersvasgyártás anyagai

### Vasérc

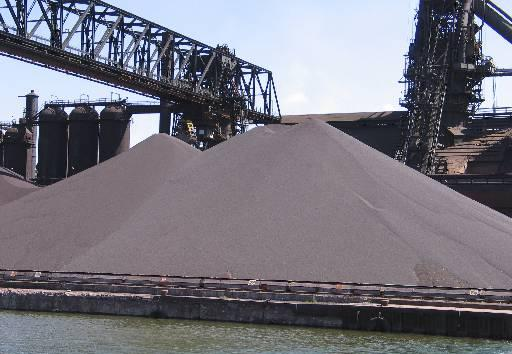
Vasérc pellet a nagyolvasztó rakodóterén

A földkéreg átlagban mintegy 6,6%-nyi vasat tartalmaz – igen változatos vegyületi formációkban és még változatosabb eloszlásban. Ezen vegyületek közül a gyakorlat számára legfontosabb ásványok:
- hematit, Fe2O3, vastartalma 70%,
- magnetit, Fe3O4 ill. FeO·Fe2O3, vastartalma 72,41%,
- hidrohematit, Fe2O3·0,5 H2O, vastartalma 66,27%,
- goethit, Fe2O3·H2O, vastartalma 62,92%,
- limonit, Fe2O3·1,5 H2O, vastartalma 59,89%,
- sziderit, FeCO3, vastartalma 48,28%.

Vasérceknek azokat a kőzeteket nevezzük, amelyekben a vas viszonylag sok, és oxid formában van jelen (vagy  könnyen alakítható oxiddá), vassal ötvöződő szennyezőanyag, meddő pedig kevés van benne.
- A vörösvasércek (lilásvörös színükről nevezték el) hematit alapúak. Ezek a legfontosabb vasércek. A legjobbak 64-68% vasat tartalmaznak.
- A mágnesvasércek vagy szürkevasércek magnetit alapú ércek, vastartalmuk 60% fölött is lehet. Tömörebbek, ezért valamivel nehezebben redukálhatóak. A magnetit gyakran a kova különböző, az érc minőségét rontó módosulataival (jáspis, kvarc) nő össze.
- A barnavasércek alapásványai legalább részben hidroxidosak. Kötött víztartalmukat hevítés hatására elveszítik, így vastartalmuk növelhető.
- A pátvasércek sziderit alapúak. Tűzi úton (ezt pörkölésnek nevezik) oxidossá kell őket alakítani.

A vasérceket általában nem eredeti formájukban adagolják a nagyolvasztóba, hanem könnyebben redukálhatóvá, kedvező szemnagyságúvá és porozitásúvá alakítják, és még salakképző anyagot is kevernek hozzá. Ezt a műveletet agglomerálásnak nevezik, és zsugorító pörköléssel vagy pelletezéssel végzik.

### Salakképző anyagok
Kohósítás közben a vasérc meddőtartalma is megolvad, ebből lesz a salak. A salak kémiai összetétele igen fontos, mert a metallurgus – többek között – ezzel tudja befolyásolni a kéntelenítés folyamatát. A kéntelenítés azért fontos, mert a kén a vasban és az acélban is szennyező elem. A salak kémiai összetételét salakképzők adagolásával állítják be: a salakképző anyag többnyire mészkő és dolomit. Ha olyan zsugorítványt vagy pelletet használnak, amely már tartalmazza ezeket, akkor általában nem kell külön salakképző anyag (ezek az „önjáró ércek”).

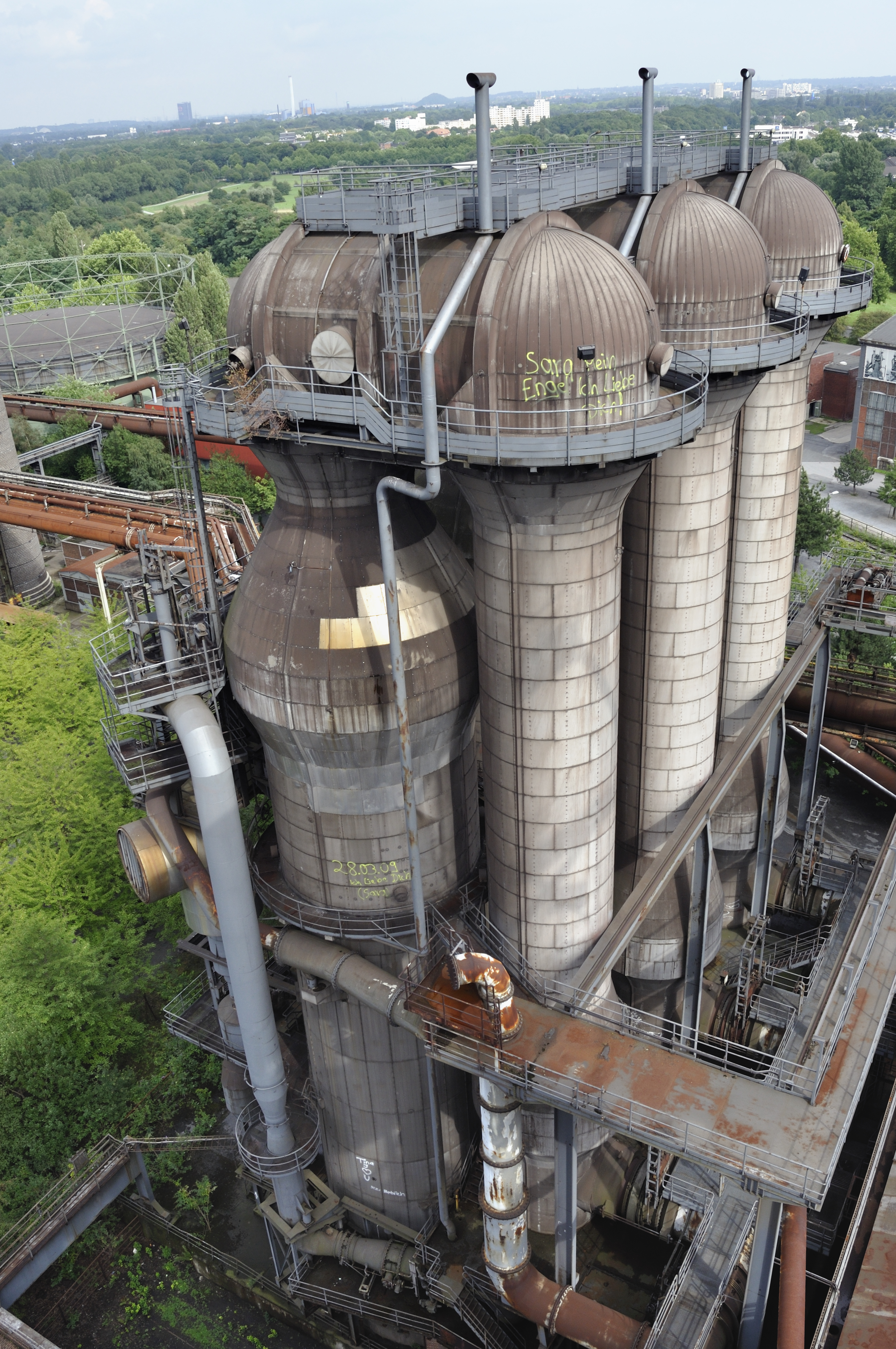
Léghevítők (kauperek)

### Tüzelő-redukáló anyagok
A nagyolvasztóban használatos tüzelő-redukálóanyag többnyire a koksz. A koksz egyrészt hőt, másrészt redukáló gázt fejleszt, harmadrészt karbonizálja (szénnel ötvözi) a vasat. A koksz C-tartalma több mint 85%, és annál jobb, ha minél kisebb (1% alatti) a kéntartalma. A koksz szerkezete erősen porózus, ami javítja a nagyolvasztóban elhelyezett elegyoszlop gázátjárhatóságát. Egyes esetekben brikettkokszot használnak, amit szurok kötőanyaggal állítanak elő. A kokszfelhasználás csökkentése érdekében külön redukálóanyagokat: szénhidrogéneket (földgáz, fűtőolaj), szénport stb. is használnak; ezeket a forrószélhez keverik.

### Levegő
A levegőt a hőszükséglet biztosítására (a koksz égetéséhez) fúvatják a nagyolvasztóba – a kohászok ezt a levegőt fúvószélnek nevezik. Mivel a befúvott hideg levegő lehűtené az olvadékot, ezért előzőleg a nagyolvasztóból távozó gázok hőjét hőcserélőkkel hasznosítva felmelegítik. A meleg fúvószél a forrószél. A hőcserélők magas, tűzálló téglákból épített, rácsos szerkezetű oszlopok (a feltaláló Edward A. Cowper nevéből kauperek), amelyek a levegőt szakaszos üzemben 1100–1300 °C-ra melegítik fel.

## Redukciós folyamatok
A nagyolvasztóban lejátszódó metallurgiai (kémiai) folyamatok meglehetősen bonyolultak és sokrétűek, még akkor is, ha „csak” a vasérc redukciójáról van szó (ezen kívül más jellegű reakciók, folyamatok is lezajlanak). A lejátszódó kémiai reakciók jelentős mértékben függenek az adott térrész hőmérsékletétől, az uralkodó nyomásviszonyoktól és a jelenlévő vegyületektől.
A nagyolvasztóban a redukciós folyamatok alapvetően háromféle módon zajlanak le:
- direkt módon, azaz közvetlenül szénnel (C),
- indirekt módon, azaz szén-monoxid (CO) segítségével,
- más redukálószerek, többnyire hidrogén (H2) segítségével.

Az aknába adagolt és lefelé haladó érc először az elegyoszlopon felfelé haladó gázokkal találkozik. Ennek a gázkeveréknek legjelentősebb alkotórésze a koksz elégetéséből származó szén-monoxid (CO) és szén-dioxid (CO2). A redukálás szempontjából a széndioxidnak nincs szerepe, a szén-monoxid a legfontosabb összetevő, ez végzi az indirekt vagy közvetett redukciót. Az indirekt redukció akkor a leghatásosabb, ha az érc porozitása megfelelően nagy (ezt célozza például a kohósítás előtt zsugorítás). A redukciónak ez a módja azonban kis sebességű, így viszonylag kevés vasat eredményez. Az oxidok további redukálását a közvetlen vagy direkt redukciónak kell elvégeznie. A közvetett redukció az aknában, míg a közvetlen redukció a fúvósíkban vagy közvetlenül fölötte megy végbe, miközben a redukálódott vas megolvad.
A vasoxid redukcióját úgy kell elképzelni, hogy az először az érc felületén indul meg, majd a darab belső részei felé haladva fokozatosan veszíti el oxigéntartalmát:
Fe2O3 → Fe3O4 → FeO → Fe.

### Indirekt redukció
A vasoxid közvetett redukciója már a vörösizzás hőmérsékletén elkezdődik:
3 Fe2O3 + CO → 2 Fe3O4 + CO2.
A képződött Fe3O4 tovább redukálódik:
Fe3O4 + CO = 3 FeO + CO2,
FeO + CO = Fe + CO2.
A redukció folyamata azonban nem ilyen egyszerű. A fenti kémiai egyenletek ugyanis az egyensúlyi állapotot tételezik fel. Ettől eltérő körülmények között más jellegű reakciók is végbemennek, pl.:
Fe3O4 + 4 CO → 3 Fe + 4 CO2.

### Direkt redukció
A közvetlen vasredukció egyenletei:
Fe2O3 + 3 C = 2 Fe + 3 CO,
Fe3O4 + 4 C = 3 Fe + 4 CO,
FeO + C = Fe + CO.
A két – direkt és indirekt – reakciófajta között jelentős különbség, hogy míg a közvetlen redukálás valamennyi folyamata hőfogyasztó (endoterm), addig a közvetett reakciók hőtermelők (exotermek). Ebből is következik, hogy a nagyolvasztóban törekedni kell az indirekt (szén-monoxidos) redukciókra, mert az tüzelőanyag-megtakarítással jár.

### Redukció hidrogénnel
A hidrogén a levegővel, az elegy kötött víztartalmával vagy szénhidrogén adagolással kerülhet be a nagyolvasztóba. A hidrogén nagyobb hőmérsékleten kezd redukálni, mint a szén-monoxid, de sokkal gyorsabb, hatékonyabb annál. Ugyanakkor bonyolultabb is, mert a hidrogén (víz) szilárd szén és szén-monoxid gáz mellett van jelen, s ezek egymásra is hatnak. Hidrogén keletkezésére vízgőzből a következő reakcióegyenleteket lehet felírni:
C + H2O = CO + H2,
CO + H2O = CO2 + H2,
A hidrogén a redukálási sort hasonlóan végzi az előzőekkel (egyensúlyi állapotot feltételezve):
3 Fe2O3 + H2 = 2 Fe3O4 + H2O,
Fe3O4 + H2 =3 FeO + H2O,
FeO + H2 = Fe + H2O.
Az első két reakció hőfogyasztó, míg a középső enyhén hőtermelő jellegű. Az egyensúlyi állapottól eltérő körülmények között létrejöhető reakciók:
Fe3O4 + 4 H2 =3 Fe + 4 H2O,
Fe2O3 + 3 H2 = 2 Fe + 3 H2O.

## A nagyolvasztó
A nagyolvasztó nyersvasgyártás legtipikusabb kemencetípusa. Aknás kemence, amelynek működtetése azonban több, egyéb feladatot ellátó egységet is igényel. Ilyenek például a léghevítők, a fúvógépház, a torokgáztisztító stb. Ezeket – a nagyolvasztóval együtt – nagyolvasztóműnek nevezik.
A nagyolvasztó méreteit hasznos magasságával, medencéjének átmérőjével és hasznos térfogatával lehet bemutatni. A nagyolvasztók fejlődése során egyre nagyobb kemencéket építettek, de a méretnövekedést sokkal inkább az átmérővel érték el, mint a magasság növelésével. A legnagyobb magassági méretek a 30–35 méter körüli tartományban vannak, a hasznos térfogat pedig az 5000 köbmétert is meghaladja.

## További képek
|  |  |  |